# Spatalina ferruginosa
Spatalina ferruginosa är en fjärilsart som beskrevs av Moore 1879. Spatalina ferruginosa ingår i släktet Spatalina och familjen tandspinnare. Inga underarter finns listade i Catalogue of Life.